# 홍천 수타사 흥회루
홍천 수타사 흥회루(洪川 壽陀寺 興懷樓)는 대한민국 강원특별자치도 홍천군, 수타사에 있는 조선시대의 건축물이다. 2015년 8월 7일 강원특별자치도의 유형문화재 제172호로 지정되었다.

## 개요
1658년(효종 9)에 건축된 홍천 수타사 흥회루는 강원특별자치도에서 가장 오래된 보기 드문 누강당 형식의 건물로, 창건된 이후 근대에 들어와 일부 변화가 있었으나 기본적인 평면과 구조, 공포와 가구, 세부 형식 등은 창건 당시의 원형을 잘 간직하고 있을 뿐만 아니라 주두 상부 주심선상에 재주두와 같이 주심소로를 사용한 사례 등은 조선후기 건축물의 양식적 특징 연구에 중요한 자료적 가치가 있다는 점에서 지정 보존가치가 있다.
흥회루는 정면 5칸, 측면 3칸의 장방형 평면이다. 자연석으로 외벌대 기단을 놓았는데 건물 규모에 비해 기단이 낮아 배수에 문제가 발생할 여지가 크다. 초석도 자연석을 썼는데 형태가 아주 자유롭다. 기둥은 평주 12개, 좌우 측면 고주 4개, 건물 중앙에 세운 심고주 4개를 세워 가구를 결구하였다. 모두 원형기둥이며 정연한 계획 하에 치밀하게 가공된 모습이다. 대개 사찰의 누각은 기둥재를 자연 상태의 원목을 껍질만 벗겨내고 거칠게 마감하는 사례가 많은 데 비해 흥회루처럼 치밀하게 가공한 기둥은 흥회루의 특징으로 볼 수 있다.
가구구조는 1고주 5량가를 기본으로 삼았지만 일반적인 고주가 아니라 평면 중앙에 심고주를 세운 독특한 방식을 따랐다. 이로 인해 대들보 대신에 심고주를 중심으로 맞보를 결구하고 맞보 상부에는 종보를 걸구하였다. 건물 좌우 측벽은 2고주 5량가로 가구를 구성하였다.
보는 총 8개의 맞보와 6개의 종보를 썼는데 좌측면에 쓰인 맞보 하나를 제외한다면 나머지 보가 거의 일정한 규격으로 만들어졌다고 할 만큼 형태와 크기 면에서 균일한 특징을 보인다. 곡선이 지거나 휘어져 있는 보를 찾기 어려워 목재 수급에서부터 치목에 이르기까지 매우 공을 들여 건립한 건물임을 추측할 수 있게 해준다.
동자주는 주두를 더한 듯이 가공되어 있고, 반자 내부에 가려진 대공은 단청까지 칠해져 있어 원래 노출된 부재임을 짐작할 수 있다. 대공은 고식에 속하는 형태로서 매우 화려하게 조각하였다. 평주에 결구된 창방 단면은 양볼을 깎아내어 기둥 모습을 도드라지게 처리하였는데 이런 방법은 기둥 모양에 맞춰 결구하는 방식에 비해 고식 수법으로 알려져 있다.
공포는 주심포식 공포를 결구하고 있으며 출목은 외1출목이다. 출목거리는 전후 모두 320mm이다. 정면과 배면 공포는 부재 형태가 유사한 듯하면서도 세부 구성은 약간 차이를 보이는데, 살미는 유사하지만 첨차는 전혀 다른 형태여서 건립초기부터 의도한 것인지 후대의 교체인지는 알 수 없다.
흥회루에 사용된 소로 중에서 주두 상부 주심선상에 재주두와 같이 주심소로를 사용한 점은 두드러진 특징이다. 이런 모습은 조선초에 만들어진 주심포 건축에서 확인 할 수 있는 형태이기 때문이다. 조선후기에 건립한 건축물들 가운데 이 지점에 주심소로를 사용한 사례는 쉽게 발견되지 않는다. 매우 작은 처리방식이지만 흥회루의 건축적 가치를 가늠해볼 수 있는 중요한 기법이라 할 수 있다.
가구구조 가운데 도드라진 점은 측면 중앙에 심고주열을 세워 구조를 짠 점을 특징으로 꼽을 수 있다. 건물 중앙에 심고주열을 세운 사찰 누각은 고운사 가운루, 선운사 만세루 등을 들 수 있으나 대부분 사찰 누각에서는 중앙에 고주를 세우지 않는 경향을 보인다. 심고주를 세울 경우 내부의 시선을 분산시키고 방해하기 때문이다.

## 참고 자료
- 홍천 수타사 흥회루 - 국가유산청 국가유산포털